# District de Vienne
Le district de Vienne est une ancienne division territoriale française du département de l'Isère de 1790 à 1795.
Il était composé des cantons de Vienne, Auberive, Beaurepaire, Chanas, Chatonnay, Chonas, la Côte, Eyrieux, Laguillotiere, Maubec, Moidieu, Montseveroux, Roussillon, Saint Georges Desperanche, Saint Jean de Bournay, Saint Laurent de Mure, Saint-Priest, Saint Symphorien, Vaulx Milieu, Villette d'Anthon, Villette Serpaize et Villeurbanne.